# رشيد الطاوسي

## مسيرته
بدأ مساره كلاعب مع نادي اتحاد سيدي قاسم سنة 1977 ثم بعد ذلك جاور نادي الجيش الملكي سنة 1989 ليعود بعد ذلك إلى ناديه الأول وبعدها اعتزل.

### التدريب
اتجه إلى مجال التدريب حيث درب نادي اتحاد سيدي قاسم موسم 92-93 ثم درب المنتخب المغربي للفتيان سنة 1994 وبعدها درب منتخب الشبان من 1995 إلى 1997 وقاده للفوز بكأس أفريقيا للشبان سنة 1997 وبعد ذلك عمل مساعداً لمدرب المنتخب المغربي للكبار هنري ميشيل من 1996 وحتى 1998 وفي موسم 1999-2000 درب نادي الجيش الملكي وبعد أن اكتسب هذه التجربة كمدرب عمل في الفترة مابين 2000 و 2002 كمدير تقني للمنتخبات الوطنية المغربية وفي سنة 2003 عمل مدربا لنادي الوداد الرياضي ثم اتحاد طنجة والنادي القنيطري سنة 2004 ليغادر بعد ذلك المغرب في اتجاه الإمارات حيث عمل كمدير تقني لنادي الشباب الإماراتي موسم 2007-2008 وبعدها مدير تقني من 2008 حتى 2010 لنادي العين الإماراتي وعاد إلى المغرب ليدرب المغرب الفاسي من 2010 وإلى غاية 2012 وبعد نجاحات كثيرة تعاقد مع نادي الجيش الملكي
قاد المغرب الفاسي من 2010 إلى 2012 في جميع المسابقات في 88 مباراة فاز في 39 مباراة وتعادل في 29 مباراة وخسر في 20 مباراة أي أن نسبة انتصاراته بلغت % 44 (في المائة)

## إنجازاته
المغرب
- كأس الأمم الأفريقية للشبان : 1997
- كأس العالم للشبان ربع نهائي : 1997

 المغرب الفاسي
- كأس العرش : 2011
- كأس الكونفيدرالية الأفريقية : 2011
- كأس السوبر الأفريقي : 2012